# Mitsubishi J2M
Chiếc Mitsubishi J2M "Raiden" (tiếng Nhật: 雷電; phiên âm Hán-Việt: Lôi điện, nghĩa là "sấm chớp") là kiểu máy bay tiêm kích cánh quạt 1 động cơ đặt căn cứ trên đất liền do Hải quân Đế quốc Nhật Bản sử dụng trong Thế chiến II. Tên mã của Đồng Minh là "Jack".

## Thiết kế và phát triển
J2M được thiết kế bởi Jiro Horikoshi, cha đẻ của chiếc Mitsubishi A6M Zero. Nó chỉ thuần chất là một máy bay tiêm kích đánh chặn phòng thủ nội địa, dự định để chống lại nguy cơ bị tấn công bởi máy bay ném bom tầm cao, do đó sẽ dựa vào vận tốc, khả năng bay lên cao và vũ khí trang bị mạnh mẽ bằng cách đánh đổi tính cơ động. J2M là chiếc máy bay có dáng mượt nhưng lùn mập với động cơ Mitsubishi Kasei quá khổ bên dưới một nắp che dài, làm mát bằng quạt thổi và truyền động đến cánh quạt với một trục dài. Tầm nhìn của phi công khá kém.

### Sản xuất
Tổng cộng có 621 máy bay được sản xuất bởi các nhà máy của Mitsubishi Jukogyo K.K ở Nagoya và Suzuka. 128 chiếc J2M3 được sản xuất bởi Koza Kaigun Kokusho (Xưởng Không lực Hải quân).. Cụ thể số lượng các phiên bản như sau:
- J2M1 – 8 chiếc
- J2M2 - 131 chiếc[3]
- J2M3 - 307 chiếc do Mitsubishi và 128 chiếc do Koza KK.
- J2M4 - 2 chiếc[4]
- J2M5 - 43 chiếc

## Lịch sử hoạt động
Vài chiếc J2M2 sản xuất đầu tiên được gửi đến các đơn vị phát triển vào tháng 12 năm 1942 nhưng có những vấn đề nghiêm trọng của động cơ. Việc thử nghiệm và cải tiến mất gần 1 năm, và lô sản xuất hàng loạt đầu tiên J2M2 Kiểu 11 được giao đến Kokutai 381 vào tháng 12 năm 1943. Song song đó, việc sản xuất J2M3 Raiden Kiểu 21 cũng được bắt đầu. Chiếc J2M3 đầu tiên xuất hiện vào tháng 10 năm 1943 nhưng việc giao hàng cho các đơn vị chiến đấu chỉ bắt đầu vào đầu tháng 2 năm 1944.
Raiden bắt đầu tham gia chiến đấu vào tháng 9 năm 1944 trong Trận chiến biển Philippine. Nhiều chiếc J2M cất cánh từ đảo Guam và đảo Saipan và một số nhỏ được bố trí tại Philippines. Về sau, nhiều chiếc J2M được đặt tại sân bay Chosen, Genzan (Wonsan), Ranan (Nanam), Funei (Nuren), Rashin (Najin) và Konan dưới Genzan Ku, để phòng thủ những vị trí này và chống lại không quân Liên Xô.
Nhiệm vụ chủ yếu của các đơn vị trang bị Raiden là ngăn chặn những chiếc máy bay ném bom B-29 Superfortress bay trên những đảo thuộc lãnh thổ chính quốc Nhật. Vũ khí mạnh và tính năng bay tốt khiến nó là đối thủ của những chiếc B-29, nhưng số lượng không đủ nên không thể chống lại tất cả máy bay ném bom vào Nhật Bản.

## Các nước sử dụng
Nhật Bản
- Hải quân Đế quốc Nhật Bản
  - Kokutai 302
  - Kokutai 332
  - Kokutai 352
  - Kokutai 381
  - Genzan Kokutai
  - Tainan Kokutai

 Indonesia
- Năm 1945, lực lượng kháng chiến Indonesia đã chiếm được một số lượng nhỏ các máy bay Nhật tại các sân bay của quân đội Nhật để lại, trong đó có Căn cứ Không quân Bugis tại Malang (lấy lại vào ngày 18 tháng 9 năm 1945). Hầu hết số máy bay này đã bị phá hủy trong cuộc kháng chiến sau đó với Hà Lan từ năm 1945-1949.

 CHDCND Triều Tiên
- Không quân Bắc Triều Tiên đã cho bay thử một số chiếc chiếm được sau chiến tranh.

## Đặc điểm kỹ thuật (J2M5)

### Đặc điểm chung
- Đội bay: 01 người
- Chiều dài: 9,95 m (32 ft 8 in)
- Sải cánh: 10,80 m (35 ft 5 in)
- Chiều cao: 3,94 m (13 ft 0 in)
- Diện tích bề mặt cánh: 20 m² (216 ft²)
- Trọng lượng không tải: 2.839 kg (6.259 lb)
- Trọng lượng có tải: 3.482 kg (7.676 lb)
- Động cơ: 1 x động cơ Mitsubishi MK4U-4 Kasei 26a 14-xy lanh bố trí vòng tròn, công suất 1.820 mã lực (1.358 kW)

### Đặc tính bay
- Tốc độ lớn nhất: 615 km/h (382 mph)
- Tầm bay tối đa: 560 km (348 mi)
- Trần bay: 11.250 m (36.910 ft)
- Tốc độ lên cao: 19,5 m/s (3.838 ft/min)
- Lực nâng của cánh: 174 kg/m² (35 lb/ft²)
- Tỉ lệ công suất/khối lượng: 0,39 kW/kg (0,24 hp/lb)

### Vũ khí
- 4 x pháo 20 mm, 2 khẩu trên mỗi cánh, khoảng 200 viên đạn mỗi khẩu.
- 2 × bom 60 kg (132 lb) hoặc 2 × thùng nhiên liệu phụ 200 L vứt được.

## Nội dung tương tự

### Máy bay tương đương
- Nakajima Ki-44
- Nakajima Ki-84
- Kawasaki Ki-100
- Lavochkin La-7
- Focke-Wulf Fw 190
- Republic P-47 Thunderbolt
- North American P-51 Mustang

### Trình tự thiết kế
J1N - J2M - J3K - J4M - J5N

### Danh sách liên quan
- Danh sách máy bay chiến đấu
- Danh sách máy bay quân sự Nhật Bản
- Danh sách máy bay trong Chiến tranh Thế giới II
- Danh sách máy bay tiêm kích